# 弗魯特蘭帕克 (密西西比州)
弗魯特蘭帕克（英語：Fruitland Park）是位於美國密西西比州福雷斯特縣的非建制地區。

## 歷史
弗魯特蘭帕克的郵局於1915年設立，其後於1976年停運。

## 地理
弗魯特蘭帕克所處的海拔為高於海平面98米（即322英呎），而該地所採用的時區為UTC-6，即北美中部時區（CST）。同時該地設有夏令時間，為UTC-6調快一小時，即UTC-5（CDT）。